# ضریب تقویت اکسیژن
ضریب تقویت اکسیژن (به انگلیسی: Oxygen Enhancement Ratio) (به اختصار OER)، نام یک کمیت است که در رادیوبیولوژی و فیزیک بهداشت کاربرد داشته و به طور تجربی اندازه‌گیری می‌شود.
اکسیژن بدلیل پایدار کردن رادیکال‌های آزاد ایجاد شده توسط پرتوها، باعث افزایش آسیب پرتوها میشود. اثر اکسیژن را با ضریب تقویت اکسیژن می‌سنجند، و تعریف آن نسبت دز مورد نیاز برای ایجاد اثر بیولوژیکی مشخص با حضور اکسیژن به دز مورد نیاز برای ایجاد همان اثر در شرایط هیپوکسی (بی‌اکسیژنی) میباشد.